# Homoneura carita
Homoneura carita är en tvåvingeart som beskrevs av Kim 1994. Homoneura carita ingår i släktet Homoneura och familjen lövflugor. Inga underarter finns listade i Catalogue of Life.